# マリオ・フィリッペスキ
マリオ・フィリッペスキ（Mario Filippeschi, 1907年6月7日 - 1979年12月25日）は、1940年代から1950年代にかけて活躍したイタリアのテノール歌手である。

## 経歴
ピサ県のモンテフォスコリ（パラーイア）に農家の四男として生まれる。特にオペラに関心のある一家でもなかったし、彼自身も歌唱に縁遠い少年時代を送ったという。17歳からクラリネットを学び始めたのが彼と音楽の初めての接点であった。20歳で入営し3年間務めた軍務中、フィリッペスキは余興で流行歌などを歌う機会があり、それが同僚・上官に好評だったことで、彼は初めて自らの声楽の才能に開眼、除隊後に声楽のレッスンを開始する。

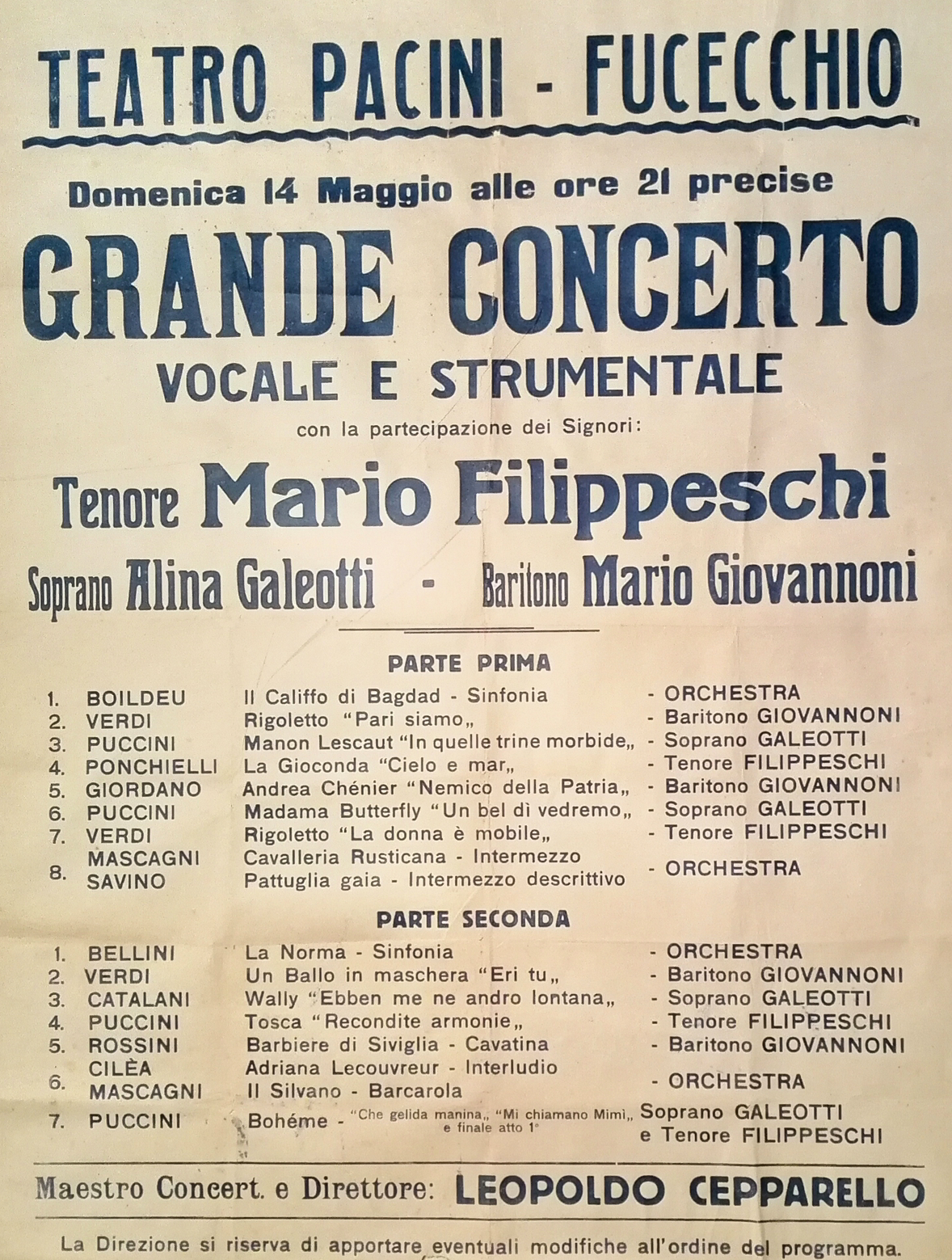
地方公演のポスター (1938年)

数人の声楽教師を転々とした後、1937年に地方公演でのドニゼッティ『ランメルモールのルチア』エドガルド役の契約に成功、7月にパルマ近郊のコロルノで歌って成功した。30歳という遅咲きのデビューであった。その後も地方小劇場での巡業を続けるうち、プッチーニ『蝶々夫人』ピンカートン役、同『ラ・ボエーム』ロドルフォ役、ヴェルディ『リゴレット』公爵役、同『ラ・トラヴィアータ』アルフレード役といったリリコ系の役にレパートリーを拡大、1940年頃にはチレア『アドリアーナ・ルクヴルール』マウリツィオ役やプッチーニ『トスカ』カヴァラドッシ役などのリリコ・スピント系諸役にも進出、特にヴェルディ『アイーダ』ラダメス役は大好評だった。
第二次世界大戦後の1946年から1950年代初頭にはメキシコでも活躍し、上記の役を中心に歌った。このメキシコシティでの歌唱のいくつかは（音質は劣悪だが）ライブ録音でも残されており、デビュー直後のギリシャ系アメリカ人ソプラノ歌手、マリア・カラスと共演した『トスカ』や『リゴレット』は今日でもCDの入手が可能である。
フィリッペスキは15歳年長の大テノール歌手ジャコモ・ラウリ＝ヴォルピのよき友人であり、またその後継者とも目されていた。1950年代に入ってレパートリーに加わったロッシーニ『グリエルモ・テル（ウィリアム・テル）』アルノルド役、ヴェルディ『イル・トロヴァトーレ』マンリーコ役およびプッチーニ『トゥーランドット』カラフ役は、もともとラウリ＝ヴォルピの代表的な役どころであり、フィリッペスキはこれらでも成功を収めた。
1960年代初頭に、まだ歌える余力を残しつつ第一線を退いた。その後は声楽教師としても多くのテノールを指導、1979年にフィレンツェ近郊で亡くなった。72歳。

## 評価
全盛期の彼は広い声域、高音域での輝かしさと伸びのよさがあった。管楽器奏者であったことがその巧みなブレス・コントロールに結びついているとの説もある。
その一方で、彼の歌唱スタイルはラウリ＝ヴォルピやジーリなど第二次世界大戦前のテノールにも共通する一種の「時代がかった」「大仰な」印象を与えるのも確かで、大戦後台頭してきたマリオ・デル・モナコ、フランコ・コレッリなど、より直接的に感情をぶつけるスタイルとは相違している。これは、トゥリオ・セラフィン指揮、マリア・カラス題名役のベッリーニ『ノルマ』の2組の全曲スタジオ録音（フィリッペスキ＝1954年、コレッリ＝1960年録音）で確認できる。